# NGC 1333
NGC 1333 è una piccola nebulosa diffusa, visibile nella costellazione di Perseo; fa parte della Nube di Perseo, una delle regioni di formazione stellare di stelle di piccola massa più vicine al sistema solare.

## Osservazione
Si individua circa 3 gradi a sud-ovest della stella ο Persei, in quell'area di cielo in cui si incontrano le costellazioni di Perseo, Ariete e Toro; è poco nota nell'ambito dell'osservazione amatoriale a causa della vicina presenza delle Pleiadi e della ben più grande Nebulosa California, sebbene sia più luminosa delle nebulose associate alle Pleiadi. In realtà è un oggetto relativamente semplice da individuare, anche con un piccolo telescopio amatoriale. Si osserva bene da entrambi gli emisferi, sebbene gli osservatori dell'emisfero boreale siano più avvantaggiati dalla sua declinazione settentrionale.

## Caratteristiche
Si tratta di una nebulosa a riflessione illuminata da una stella di magnitudine 10,5; la parte meridionale dell'oggetto è invece oscurata in più punti: una prima banda di nebulosità oscuranti divide nettamente la scia chiara della nebulosa, la cui parte meridionale viene poi attraversata più volte da altri complessi nebulosi fino a confondersi con lo sfondo buio. Fra le tante nebulose oscure associate si trovano B1 e B2 a nord-est e B202, B203, B204, B206 e soprattutto B205 a sud-ovest. Gran parte delle stelle presenti nell'area sono giovani, nella sequenza principale, e sono divisibili in due sottogruppi: il primo, più settentrionale, è quello più vecchio, mentre più a sud si trova un secondo gruppo più strettamente legato ai gas del complesso nebuloso. Nella parte meridionale sono stati osservati pure diversi getti di materia provenienti dalle stelle più giovani o ancora in formazione, che contribuiscono a disperdere il gas della regione, probabilmente causando un rallentamento del fenomeno della formazione stellare. La massa totale della nebulosa e delle stelle ad essa associate si aggira sulle 450 M⊙.
La distanza di questi complessi nebulosi è stimata sui 1000 anni luce.

## Struttura
Ai raggi X, tramite il ROSAT, sono state individuate 16 stelle giovani, mentre utilizzando la maggiore sensibilità dell'Osservatorio Chandra ai raggi X sono state scoperte 127 sorgenti, di cui un centinaio sono estremamente deboli e distinguibili con difficoltà. Fra queste sorgenti, due (HJ 110 3 e BD+30 547) sono probabilmente delle stelle poste in regioni galattiche più remote, mentre una trentina sembrano associate a oggetti extragalattici; le rimanenti 96 fanno invece parte della nube e sono membri dell'ammasso stellare in formazione. Di queste, circa 80 sono delle stelle T Tauri, 8 coincidono con oggetti estremamente giovani, 7 sono stelle di Classe I e II con dei getti associati e una è profondamente immersa nella nube associata agli oggetti HH catalogati come HH 7-11.
Verso la fine degli anni novanta sono stati scoperti nella nube oltre 30 gruppi di oggetti HH associati ad almeno una dozzina di getti attivi, dell'età inferiore a 1 milione di anni e compresi entro un raggio di circa 3 anni luce. Alcuni di questi oggetti erano noti fin dagli anni settanta, quando furono identificati i getti in seguito catalogati come HH 5, HH 6, il gruppo HH 7-11 e HH 12, i più brillanti della nube; il gruppo di HH 7-11, in particolare, forma una struttura compatta che emerge da una delle regioni più dense della nube e si origina a breve distanza da una sorgente annidata molto in profondità e ben visibile nel vicino infrarosso, catalogata come SVS 13. Questa sorgente coincide a sua volta con un maser ad acqua divisibile in tre componenti, H2O(A), H2O(B) e H2O(C), con la prima componente coincidente con la protostella posta al centro della sorgente. Sebbene la maggior parte degli studi abbiano indicato la sorgente SVS 13 come la principale responsabile dell'eccitazione della struttura di HH 7-11, in alcuni studi è stato proposto che la vera responsabile sia da ricercare invece nella sorgente di onde radio VLA 3, invisibile all'osservazione nella banda dell'infrarosso. Tuttavia, la struttura pare essere allineata con SVS 13, rendendola di fatto la sorgente di eccitazione più probabile. Altri oggetti HH notevoli sono HH 12, visibile a nord del sistema precedente e associato a due getti molecolari, fra cui spicca quello legato alla sorgente IRAS 2, e gli oggetti HH 334, HH 498 e HH 499, visibili ancora più a nord. Sul lato meridionale di NGC 1333 è invece visibile HH 343, la cui forma a S è indice di un forte moto di precessione, che negli ultimi 6000 anni ha subito un movimento di 90°; la sua sorgente, individuata nell'infrarosso e catalogata come IRAS 03256+3055, è una stella di Classe 0 o I.
Dalla nebulosa emergono anche alcune forti sorgenti di radiazione infrarossa, individuate dal satellite IRAS negli anni ottanta; fra queste spicca IRAS 2, associata ad una stella giovane e divisa in tre componenti, catalogate come IRAS 2A, 2B e 2C. Le prime due componenti mostrano delle forti emissioni, individuate grazie alla mappatura ad alta risoluzione del Very Large Array; la componente 2C invece non presenta concentrazione e dunque sembra non aver formato alcuna protostella. Circa 4 secondi d'arco a nordovest della componente 2B è stata inoltre osservata un'emissione variabile, proveniente dalla sorgente VLA 9, coincidente con una stella posta più in lontananza, BD+30 547, inizialmente però indicata come la stella associata a IRAS 2. Anche IRAS 4, scoperta nel 1980 tramite il maser ad acqua ad essa associato, è risolvibile in tre componenti; le componenti 4A e 4B sono associate a dei sistemi stellari multipli in formazione. Uno studio al dettaglio dell'emissione maser ad acqua ha permesso di scoprire dei maser multipli raggruppati attorno alle prime due componenti; sei delle sorgenti così individuate sono situate a meno di 100 UA dalla componente stellare coincidente con la sorgente 4A2, suggerendo che facciano parte del disco circumstellare della stella in formazione. Nessun maser sembra invece associato alla componente 4A1, facente parte dello stesso futuro sistema stellare.

### Opere generali
- (EN) Stephen James O'Meara, Deep Sky Companions: Hidden Treasures, Cambridge University Press, 2007, ISBN 0-521-83704-9.

### Carte celesti
- (EN) Wil Tirion, Barry Rappaport e George Lovi, Uranometria 2000.0 - Volume I - The Northern Hemisphere to -6°, Richmond, Virginia, USA, Willmann-Bell, inc., 1987, ISBN 0-943396-14-X.
- (EN) Wil Tirion e Roger W. Sinnott, Sky Atlas 2000.0 - Second Edition, Cambridge, USA, Cambridge University Press, 1998, ISBN 0-933346-90-5.